# 瑪格麗特·米德
瑪格麗特·米德（1901年12月16日—1978年11月15日），美國人類學家，美國現代人類學成形過程中的重要的學者。1978年逝世後隨即獲授總統自由勳章。

## 生平
米德誕生在一个费城的中產家庭，是家中长女。她的父親爱德华·舍伍德·米德（Edward Sherwood Mead）是賓夕法尼亞大學沃頓商學院教授，母親艾米丽·米德（Emily Mead，娘家姓Fogg）則是一名社会学家。她虽然出生于费城，但是是在费城附近的多伊爾斯敦长大的。1919年她进入德葩大学，一年后转到巴纳德学院。
1923年自巴纳德学院毕业后，1924年开始在哥伦比亚大学于鲁思·本尼迪克特和法蘭茲‧鮑亞士的指导下攻读硕士。1925年前往薩摩亞群島进行田野调查。1926年到纽约美国自然史博物馆做助理馆长。1929年获得哥伦比亚大学博士学位。
米德根據薩摩亞的田野研究，於1928年出版了《薩摩亞人的成年》一書，探討了正值青春期的薩摩亞少女的性和家庭風俗，針砭美國社會對待青少年的方式，轟動一時。在她的觀察中，薩摩亞社會沒有什麼不良青少年，因為薩摩亞人不要求青少年服從任何清規誡律，青少年不必以反抗成規證明自己的存在。
由於米德的女性身份，不能親身參與薩摩亞人只准男性參加討論政治、宗教、經濟的聚會，使她對整體社會的運作體系的瞭解有很大限制。1983年澳大利亚人類學家德里克·弗里曼出版《瑪格麗特·米德與薩摩亞——一個人類學神話的形成與破滅》（Margaret Mead and Samoa: The Making and Unmaking of an Anthropological Myth），稱《薩摩亞人的成年》中“米德對於薩摩亞人生活的田園詩般的描寫是一個誤導，甚至是謊話。”米德研究萨摩亚人并出版该书的时候并不懂萨摩亚语，她在研究时也不和当地人住在一起，而是住在当地的一个美国家庭中。弗里曼指出：米德的的结论主要源于一个翻译者转述几个萨摩亚少女的话，而这些少女很可能是在开玩笑，并没有描述事实。米德也没有查验当地高企的谋杀和强奸等犯罪率的数据，就营造了萨摩亚人世外桃源般的生活。
後來米德再以《三個原始部落的性別與氣質（Sex and Temperament in Three Primitive Societies）》（1935年）一書，對西方社會中的「性别」議題投下炸彈，影響了整個世代的女權運動者。她描述的原始部落都在新幾內亞，米德以這書奠定性別的文化決定論。

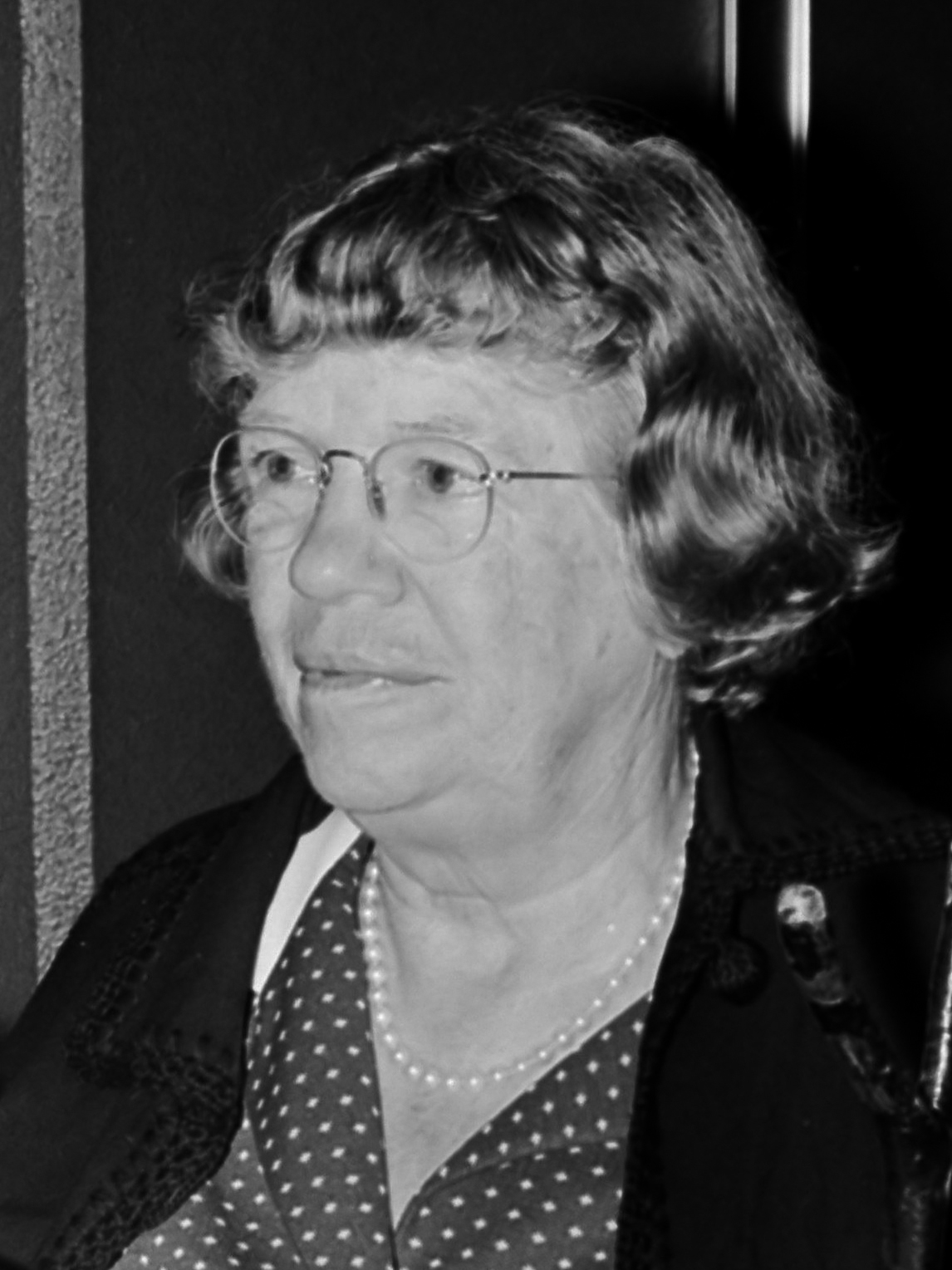
1972年的玛格丽特·米德

在米德的筆下，阿拉佩什（Arapesh）是個「陰性」社會，理想的人恰恰符合西方社會對於理想女性的想像，「阿拉佩什男子並沒有養成對女子頤指氣使的習慣，也沒有要求女子對他們唯命是從。在他們的觀念中，男女之間不存在天賦的差異。......理想中的男子應該具有和藹可親、慈愛友善的秉性。而蒙杜古馬（Mundugumor）人卻走向另一極端......無論男女，文化強調他們都應具備一種勇猛剛強的性格特徵（宛如我們所說的男子氣），以至完全摒棄了那種溫柔的特徵（即我們通常認為女子天賦的秉性）。」

## 家庭
米德在學生時代已經與盧瑟·克里斯曼（Luther Cressman）結了婚，1926年認識心理學家里歐·福群（Leo Fortune）後不久，便與克里斯曼分手，1928年10月正式與里歐在紐西蘭結婚，但二人在1935年7月亦告離婚，1936年米德與第三任丈夫人類學家格雷戈里·貝特森在新加坡結婚，並於1939年12月誕下女兒凱薩琳，1950年离婚。

## 主要研究/著作年表
- 1928年--《薩摩亞的成年》
- 1931年--《新幾內亞人的成長》
- 1932年--《The changing culture of an Indian tribe》（一個印地安部落的文化變遷）
- 1935年--《三個原始部落的性別與氣質》
- 1937年--《Cooperation and competition among primitive peoples》（原始社會之間的合作與競爭）
- 1942年--《巴裡島人的特質》(與貝特森合著)
- 1942年--《And keep your powder dry : an anthropologist looks at America》
- 1949年--《Male and female : a study of the sexes in a changing world》（兩性之間：變遷世界中的性研究）
- 1964年--《Continuities in cultural evolution》（文化革命中的延續性）
- 1965年--《Family》（家）
- 1969年--《An inquiry into the question of cultural stability in Polynesia》（波里尼西亞文化不穩定的疑義）
- 1970年--《Culture and commitment》（文化與承諾）
- 1972年--《Blackberry Winter：My Earlier Years》(自傳—黑梅果之冬：我的早年歲月)
- 1975年--《World enough : rethinking the future》（未來的重思）